# Tangaroellus porosus
Tangaroellus porosus är en spindeldjursart som beskrevs av Malcolm Luxton 1968. Tangaroellus porosus ingår i släktet Tangaroellus och familjen Rhodacaridae. Inga underarter finns listade i Catalogue of Life.